# Waldkirchen
Waldkirchen é uma cidade da Alemanha, localizado no distrito de Freyung-Grafenau, no estado de Baviera.